# Шахта «Привільнянська»
48°58′49″ пн. ш. 38°18′08″ сх. д. / 48.980279° пн. ш. 38.302334° сх. д.
ДВАТ "Шахта «Привільнянська». Входить до ДХК «Лисичанськвугілля». Розташована у місті Привілля Лисичанської міськради, Луганської області.
Стала до ладу у 1952 р. Проектна потужність 620 тис. Тонн в рік. Виробнича потужність 100 тис. Тонн в рік. Промислові запаси - 42,6 млн. Тонн. На балансі 15 вугільних пластів. Шахтне поле розкрите чотирма вертикальними і 1 похилим стволом.
Шахта віднесена до III категорії за метаном, небезпечна за вибуховістю вугільного пилу. Відпрацьовувалися пласти mн
3, k8. У 2003 р. видобуто 166 тис.т. вугілля.
У вересні 1940 року за рішенням Наркомату вугільної промисловості СРСР було закладено шахту «Привольнянська-Південна» з виробничою потужністю 300 тисяч тонн вугілля на рік. Технічний паспорт шахти був розроблений Харківським проектним інститутом рос. «Южшахтопроект» і затверджений Народним Комісаром вугільної промисловості Вахрушевим. До початку війни шахтобудівникам вдалося пройти 55 метрів головного скіпового і частина клітьового стволів. Під час окупації території Лисичанського району німцями з 1942 року прохідницькі роботи були припинені, а пройдена частина стовбура затоплена.
У 1956 році колектив шахти «Привольнянська - Південна» досяг проектної потужності - 1000 тонн вугілля на добу.
Достеменно відомо що  з 1951 р. по 2013 р. на шахті загинуло 73 гірники.
- ВП шахта Привольнянська [Архівовано 21 квітня 2020 у Wayback Machine.](рос.)
- "Книга пам'яті шахти" [Архівовано 29 квітня 2020 у Wayback Machine.]
- Обвал на шахте «Привольнянская»: один горняк погиб, один травмирован – 29.06.2020 [Архівовано 30 червня 2020 у Wayback Machine.](рос.)
- 29.06.2020 Обвал на шахте(рос.)

Адреса: 93191, м.Привілля, Луганської обл.

## Світлини

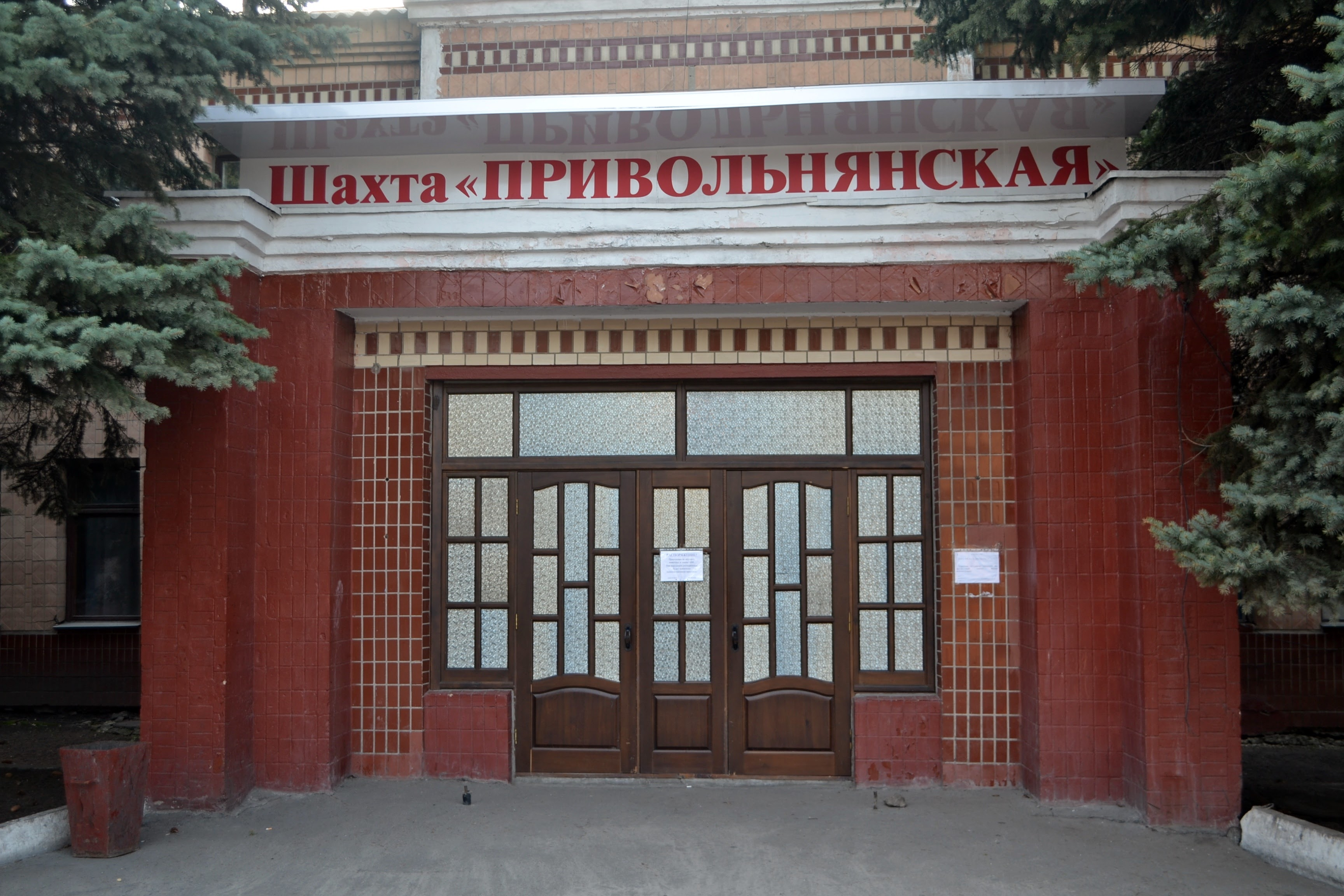
«Привільнянська»
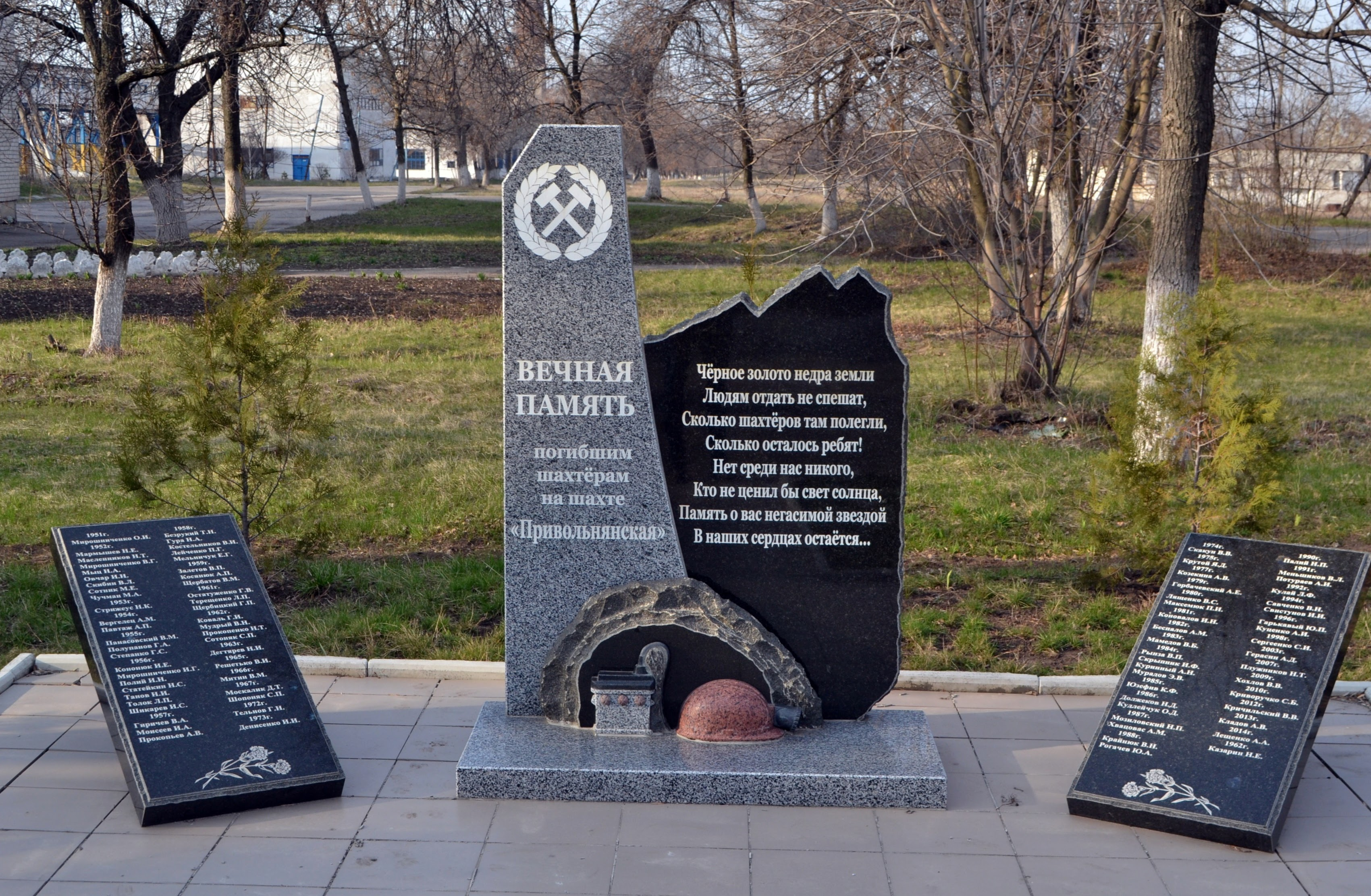
Ціна вугілля
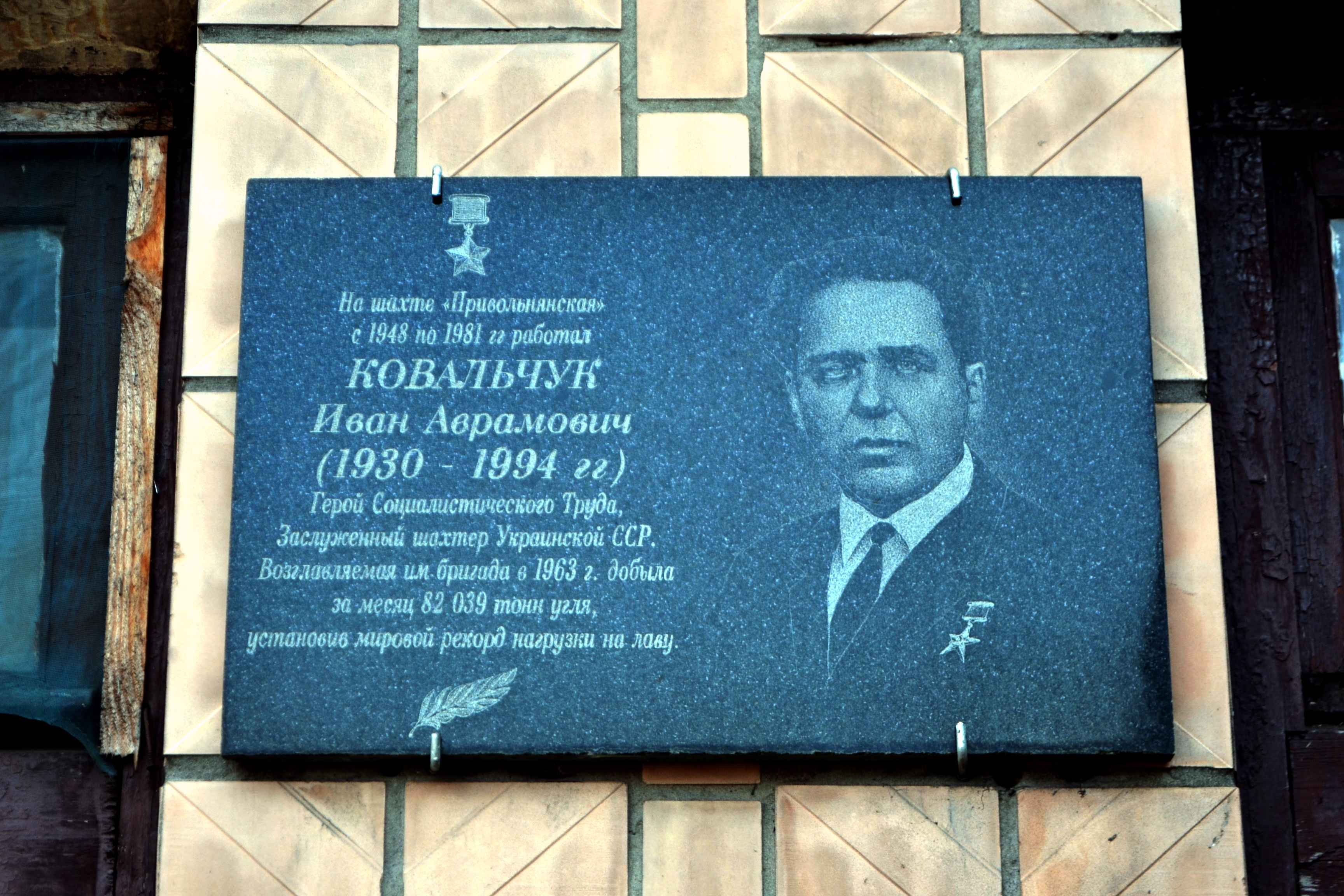
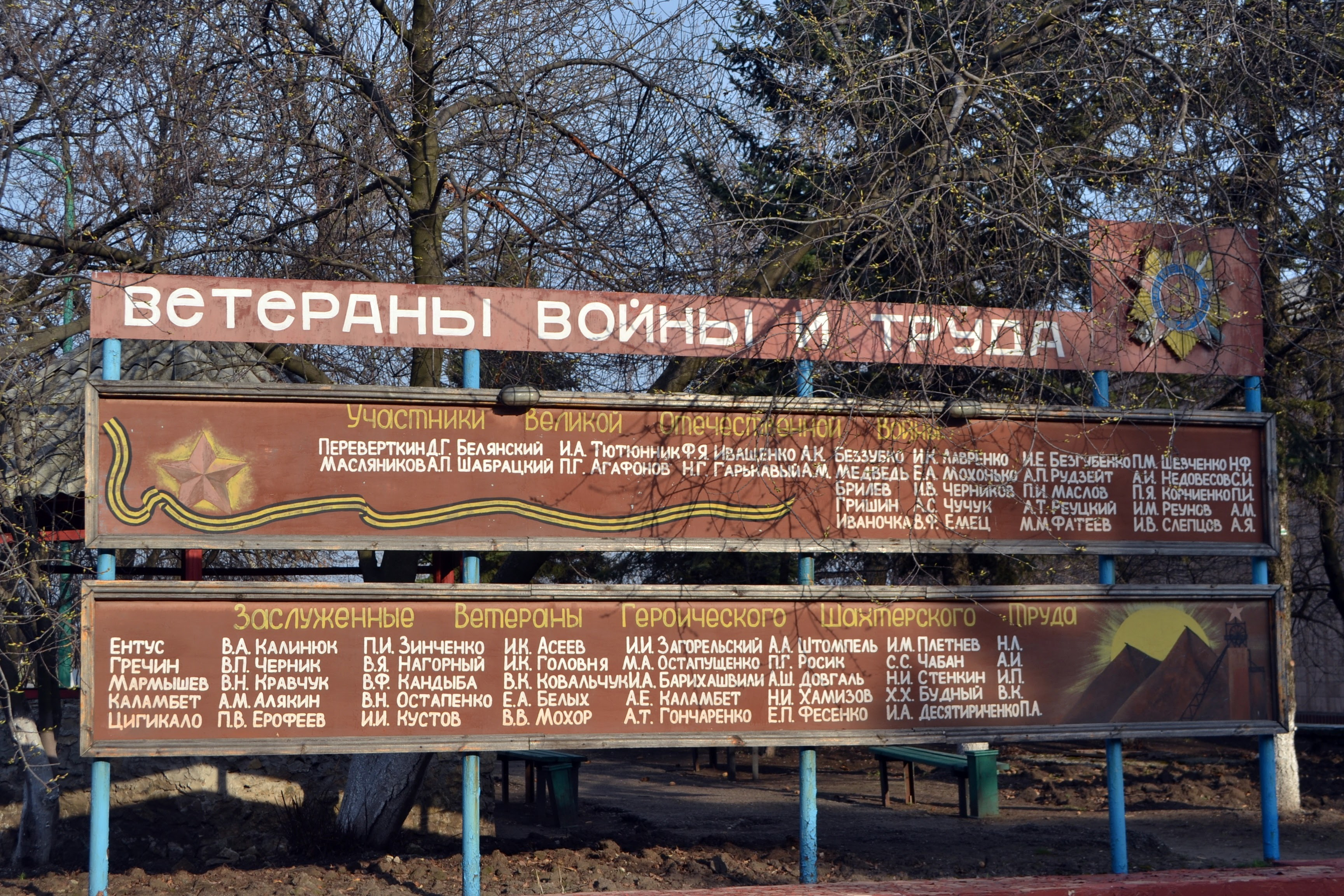
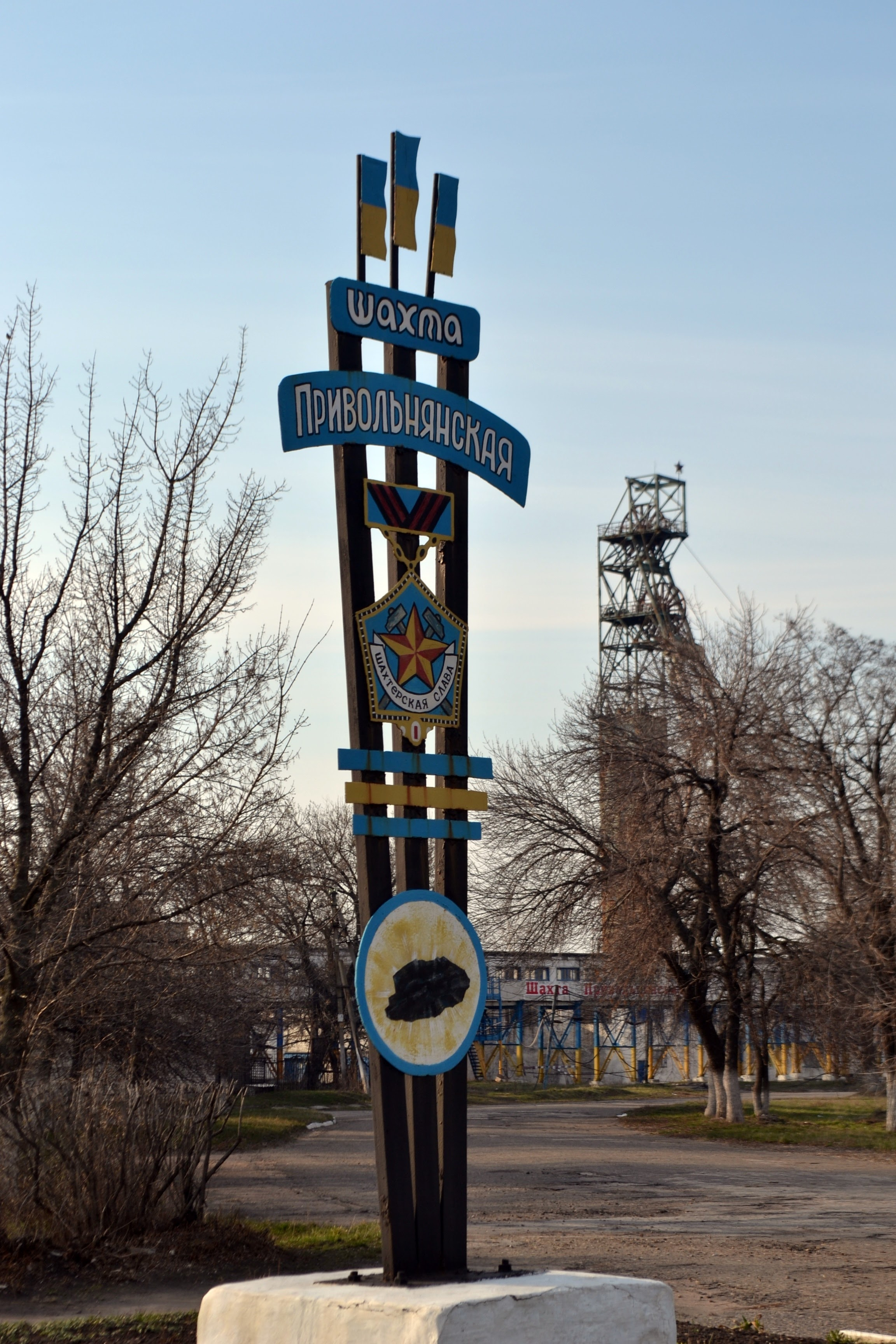
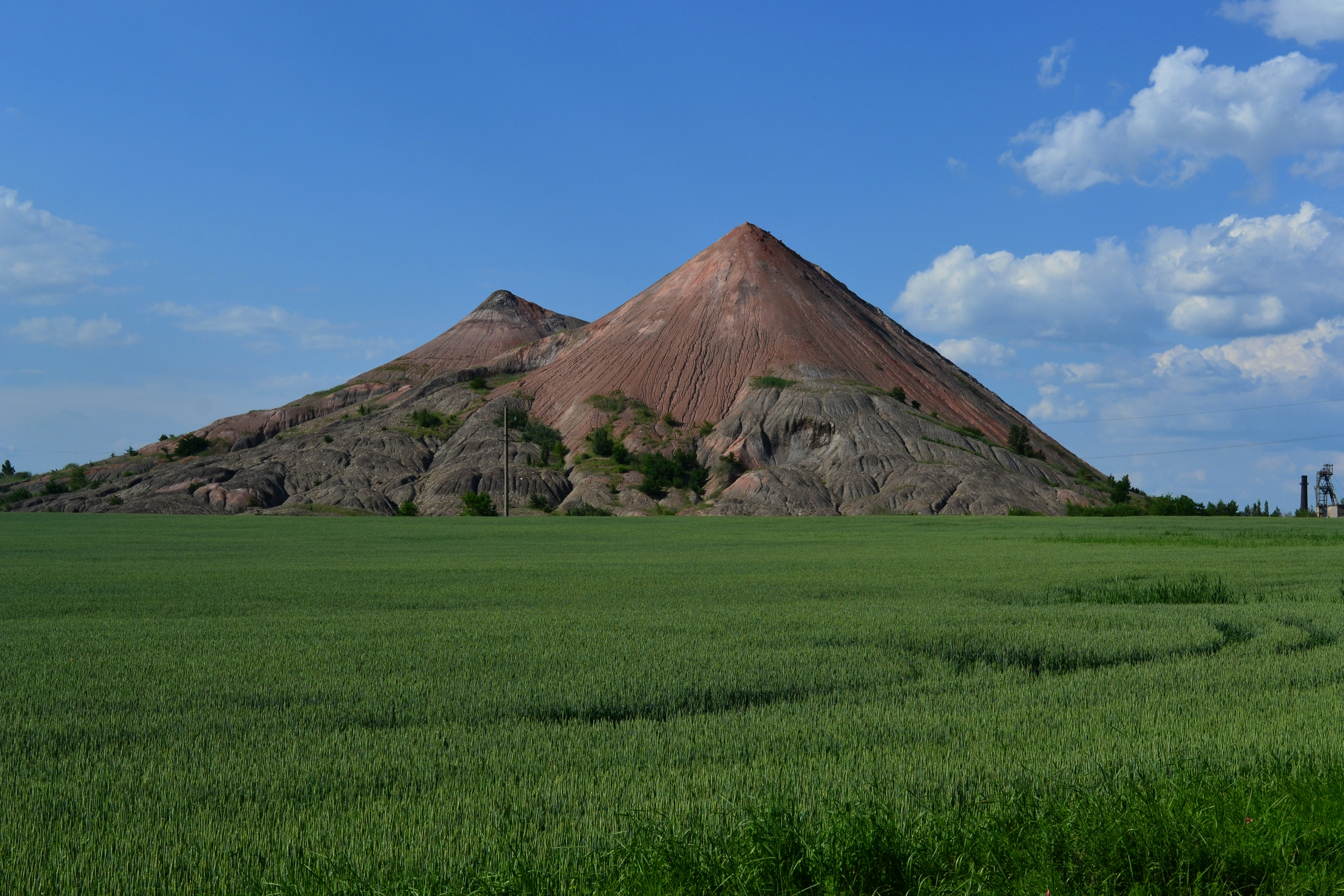
Терикони